# Březno (okres Chomutov)
Březno (německy Priesen) je obec, která se nachází v okrese Chomutov v Ústeckém kraji. Žije v ní přibližně 1 400 obyvatel.
Jihozápadně od obce se nachází přírodní rezervace Běšický chochol, východně od obce pak přírodní památka Střezovská rokle. Procházela zde Plzeňsko-březenská dráha.

## Název
Původní název vesnice odvozený ze staročeského slova břězen zněl Březen ve významu březový (březový les). V historických listinách se jméno objevuje například ve tvarech: de Briesen (1281), de Prisen (1295), Brziezna (1352), Brziczina (1369), Bryzna (1384), Brzzna (1405), Brzezna (1571), Bržezno (1606), Prisen, Prießen nebo Bržezno (1787) a Priesen (1846).

## Historie
Okolí Března podél toku Hutné bylo osídleno už v pravěku. Přímo na jihozápadním okraji sídla, v místech, kde stojí čistírna odpadních vod Lomu Nástup – Tušimice, se v době laténské a římské nacházelo částečně archeologicky prozkoumané sídliště.

### Počátky města
První písemná zmínka o vesnici pochází z roku 1281 a objevuje se v přídomku Lidéře a Bedřicha z Března, kteří svědčili na listině Chotěbora z Račic, když obdaroval řád německých rytířů z chomutovské komendy. Březno bývalo rozděleno mezi více majitelů. Patřili mezi ně bratři Bohuslav a Bedřich z Čachovic uvádění v letech 1365 a 1375, Heřman ze Šumburka (1375), Aleš z Kolovrat (1401) a po něm jeho dcera Dorota připomínaná roku 1422. Dorota Březno roku 1440 prodala Plichtovi ze Žerotína a z téhož roku pochází první zmínka o zdejší tvrzi. Plichta ze Žerotína vesnici připojil k panství hradu Borku a vybavil ji chomutovským právem. Obyvatelé tak začali mít povinnost robotovat, odvádět naturální dávky a platit daně. Na oplátku získali stejná práva jako měšťané v Chomutově, např. dědické právo na domy a pozemky. Vesnice v té době měla rychtáře, dvanáct konšelů a vlastní soud s odvolacím soudem v Chomutově.
V roce 1443 se majitelem vesnice stal Mikuláš II. z Lobkovic. Někdy v té době pravděpodobně začala březenská tvrz chátrat, protože vlastníci na ní po roce 1440 nežili, a časem zcela zanikla. Údajně stávala východně od kostela a je možné, že na jejím místě byla se svolením Jiřího Popela z Lobkovic z roku 1592 postavena radnice.
Rok 1469 byl pro obec významným, protože král Jiří z Poděbrad dne 20. ledna na žádost Jana z Lobkovic a na Hasištejně povýšil vesnici na městečko. Udělil mu také právo pořádat v úterý týdenní trh, zřizovat pivovárečné domy, prodávat maso a provozovat další řemesla. Řemeslníci se sdružovali v jediném společném cechu, jehož statut potvrdil v roce 1597 císař Rudolf II.
V letech 1541–1549 byl majitelem městečka Šebestián z Veitmile a po něm jeho synovci Václav a Kříž. Dalšími majiteli se stali Jan Kermer (též Kernar) z Krbic a od roku 1561 arcivévoda Ferdinand Tyrolský, který je připojil k chomutovskému panství. V té době už bylo Březno městem, na které ho povýšil král Ferdinand I. v roce 1556. Podle urbáře z roku 1563 ve městě žilo 71 poddaných. Od arcivévody Ferdinanda koupil roku 1571 chomutovské panství i s Březnem Bohuslav Felix Hasištejnský z Lobkovic. Ve městě se v té době šířil protestantismus, což hasištejnským Lobkovicům nijak nevadilo. Bohuslav Jáchym Hasištejnský z Lobkovic však chomutovské panství vyměnil s Jiřím Popelem z Lobkovic, který jako katolík na svých panstvích netoleroval, a protestanty z města vyhnal. Po mocenském pádu Jiřího Popela v roce 1594 mu byl zkonfiskován veškerý majetek a město spravovala královská komora.
Rozsáhlé lobkovické panství muselo být rozděleno na díly, aby je bylo možné prodat. Část, do které patřilo Březno, koupil roku 1605 Linhart Štampach ze Štampachu. Město se 79 poddanými bylo ohodnoceno na 12 812 kop grošů, což bylo ve srovnání s blízkými Drahonicemi málo. Linhartovi synové se zúčastnili stavovského povstání, za což byli po bitvě na Bílé hoře odsouzeni ke ztrátě majetku. Zabavené Březno potom spravoval chomutovský hejtman Mikuláš Hansburk z Koprzek až do roku 1623, kdy panství koupil Jaroslav Bořita z Martinic.

### Po třicetileté válce
Od Jaroslava Bořity z Martinic koupil panství jeho zeť Florián Žďárský ze Žďáru. Během třicetileté války město postihla morová epidemie, při které zemřelo 120 lidí. V letech 1633–1635 zde měli ležení císařští vojáci. Podle berní ruly z roku 1654 bylo město ve špatné stavu a obyvatelé se živili řemesly, pěstováním obilí a chovem dobytka. Ve městském pivovaře vařila pivo i vrchnost. Žilo zde 35 měšťanů a 31 sedláků a chalupníků. Dvanáct z nich byli řemeslníci, dva řezníci a jeden hostinský. Měšťanům patřilo 56 potahů, šedesát krav, 64 jalovic, 191 ovcí, 124 prasat a devatenáct koz. Sedláci a chalupníci měli dohromady pouze čtrnáct potahů, 28 krav, dvacet jalovic, 46 ovcí, 35 prasat a šestnáct koz.
Roku 1671 se majitelem Března stal hrabě Maxmilián z Martinic z ahníkovského panství, který pro časté spory měšťanů s Židy židovskou komunitu z města vypověděl. Martinicové se snažili získat zpět patronátní právo od chomutovských jezuitů, ale podařilo se jim to až roku 1737.
Podle tereziánského katastru se v březenském pivovaru vařilo přes 160 sudů piva ročně. Stál zde také mlýn se dvěma koly na nestálé vodě a městský špitál. Měšťané nemuseli vykonávat žádnou robotu, ale platili 201 zlatých a 43 krejcarů ročně chomutovské jezuitské koleji.
V devatenáctém století se v okolí začalo těžit hnědé uhlí. Prvním hnědouhelným dolem u Března byl Jan Křtitel založený již před rokem 1840, jehož provoz se přes časté změny majitelů udržel až do roku 1902. Pracovalo v něm maximálně pět horníků dobývajících sloje v hloubkách dvacet až třicet metrů. Celková produkce dolu však dosáhla pouze čtyřicet tisíc tun uhlí. V polovině devatenáctého století byl otevřen důl Antonín s roční produkcí kolem 750 tun a v roce 1863 důl Barbora, který však byl pro nízkou kvalitu uhlí brzy opuštěn a po krátkém obnovení činnosti připojen v roce 1901 k dolovému poli Sirius. Důl Sirius se nacházel asi půl kilometru severně od Března a otevřen byl až v roce 1920. Až třicet horníků v něm dobývalo 2,5 metru mocnou sloj v hloubce dvacet až čtyřicet metrů. Sirius byl výjimečný tím, že se z něj uhlí nevyváželo šachtou, ale šikmou štolou se zabudovanou lanovkou. Důl po několika letech přešel do vlastnictví státu a v březnu 1932 byl vzhledem k obtížným geologickým podmínkám uzavřen. Celkem se v něm vytěžilo 80–120 tisíc tun uhlí. Zříceniny jeho areálu byly zbořeny v roce 1975.
V roce 1869 byla ve městě otevřena pošta. Plánovaná stavba železnice z Plzně si vynutila rozšíření cihelny. Roku 1870 byl uzavřen pivovar. O čtrnáct let později ho koupil majitel pivovaru v Horní Vsi, který jej využíval pouze ke skladování piva. Pivovarská nádrž na vodu však po roce 1870 sloužila jako vodojem zásobovaný potrubím ze Studničního vrchu u nádraží. V roce 1870 se ztratil pramen kyselky u silnice do Bran, ale ještě nějakou dobu byl čerpán ve dvoře cihelny.

### Dvacáté století
Jedinou vojenskou událostí, která se během druhé světové války dotkla přímo Března, bylo letecké ostřelování vlaků v železniční stanici dne 17. dubna 1945. V dubnu 1945 se ve stanici na dobu jednoho a dvou týdnů zastavily dva vlaky s transportem vězňů z koncentračních táborů. Oba vlaky měly 55 vagónů, z nichž v každém bylo uzavřeno čtyřicet až padesát vězňů. Podle obecní kroniky jich během pobytu ve stanici 306 zemřelo. Mrtví byli pohřbíváni do společných hrobů, které byly 19. září 1945 exhumovány a anonymní ostatky pohřbeny do samostatných hrobů. Březno osvobodila Rudá armáda. Jeden její oddíl obsadil již 8. května 1945 stráň nad městečkem, ale dovnitř vjel až následujícího dne, kdy odzbrojil Němce a vzápětí pokračoval směrem k Čermníkům.
Odsun Němců začal v září roku 1945 a probíhal až do roku 1947. Zůstat smělo pouze deset rodin horníků, které se musely vystěhovat ze svých domů. Zároveň začali přicházet noví obyvatelé, kterým byly přidělovány domy zabavené původním obyvatelům. Byl založen divadelní spolek a otevřena knihovna. Po únorovém převratu bylo zavřeno několik soukromých živností a založeno strojní družstvo, které půjčovalo zemědělské stroje soukromým zemědělcům. V květnu roku 1949 následovalo založení jednotného zemědělského družstva, které se roku 1962 sloučilo s jednotným zemědělským družstvem v Branech. O dva roky později bylo začleněno do Státního statku Střezov.

## Obyvatelstvo
Při sčítání lidu v roce 1921 zde žilo 1 313 obyvatel (z toho 667 mužů). Kromě německé většiny bylo 72 Čechoslováků, devět Židů a šestnáct cizinců. Většina patřila k římskokatolické církvi, deset k evangelickým církvím, čtrnáct k izraelské církvi a dalších devět bylo bez vyznání. Při sčítání lidu v roce 1930 měla vesnice 1 524 obyvatel, z toho 1 305 Němců, 210 Čechů, jednoho jiné národnosti a osm cizinců. Většina se hlásila k římskokatolické církvi, ale žilo zde také šestnáct evangelíků, šestnáct členů církve československé, dvanáct izraelské, jeden člen neuvedené církve a čtyřicet lidí bez vyznání.
|           | 1869 | 1880 | 1890  | 1900  | 1910  | 1921  | 1930  | 1950 | 1961 | 1970 | 1980 | 1991 | 2001 | 2011 | 2021  |
| --------- | ---- | ---- | ----- | ----- | ----- | ----- | ----- | ---- | ---- | ---- | ---- | ---- | ---- | ---- | ----- |
| Obyvatelé | 827  | 968  | 1 026 | 1 067 | 1 215 | 1 313 | 1 524 | 912  | 894  | 818  | 994  | 934  | 993  | 989  | 1 152 |
| Domy      | 146  | 171  | 171   | 173   | 171   | 175   | 252   | 201  | 235  | 184  | 182  | 222  | 225  | 247  | 279   |

## Obecní správa a politika

### Části obce
- Březno
- Denětice
- Holetice
- Kopeček
- Nechranice
- Stranná
- Střezov
- Vičice

V katastrálních územích obce se nacházely také zaniklé vesnice Běšice, Brančíky, Brany, Čachovice, Čermníky, Chotěnice a Libouš.

### Výsledky komunálních voleb
Dne 22. května 1938 se konaly volby do obecních zastupitelstev. Z rozdělených 918 hlasů v Březně získaly 692 hlasů Sudetoněmecká strana, 110 hlasů Německá sociální demokracie a 116 hlasů jiné české strany.

## Školství
Škola v Březně existovala již na počátku sedmnáctého století. Jednotřídní česká škola začala fungovat v budově německé školy až roku 1822. Druhá česká třída byla otevřena o pět let později a v roce 1929 získala česká škola vlastní budovu. Ve školním roce 1931–1932 ji navštěvovaly také děti ze Střezova, Holetic, Bran, Vičic, Brančic, Čermníků a Kopečku. Během druhé světové války byla česká škola uzavřena. Znovu otevřena jako jednotřídní v roce 1945. V letech 1986–1988 byla postavena nová školní budova a v budově původní české školy byla umístěna školní družina.

## Pamětihodnosti

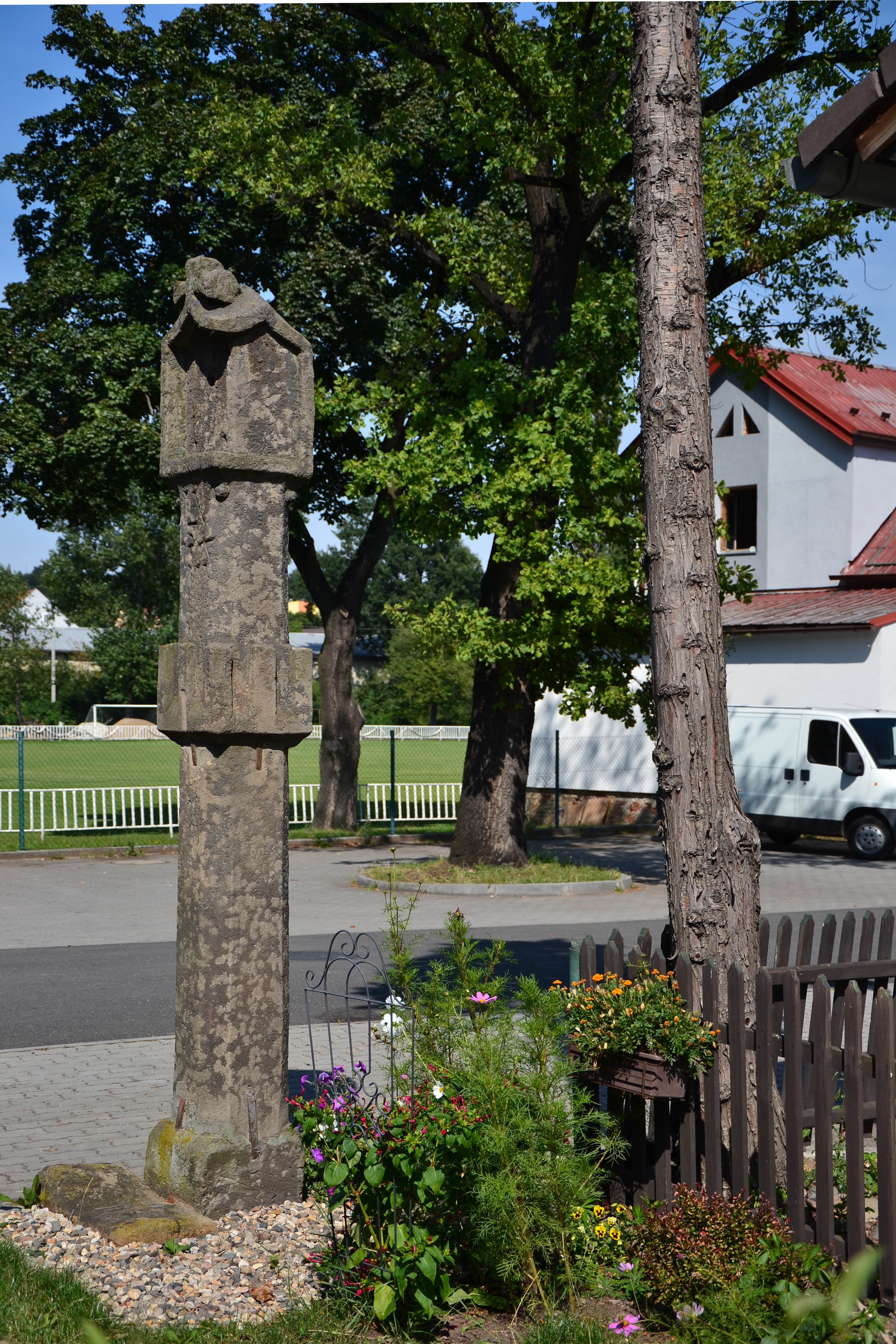
Boží muka z roku 1555

Významnou památkou ve vesnici je barokní kostel svatého Petra a Pavla postavený podle plánů architekta K. I. Dientzenhofera z let 1739–1763. K jižní straně kostela byla přesunuta výklenková kaple Panny Marie Klatovské ze zaniklé vesnice Nové Sedlo nad Bílinou.
Dominantou náměstí je empírová radnice z první poloviny devatenáctého století. Její průčelí je zdůrazněné středovým rizalitem s trojúhelníkovým štítem, z jehož vrcholu vybíhá věžička. Pod radnicí stojí skupina soch. Uprostřed se nachází mariánský sloup z roku 1698. Po jeho stranách jsou sochy svatého Josefa z doby okolo roku 1700 a svatého Jana Nepomuckého z doby po roce 1750, ale podle Památkového katalogu pochází nejmladší socha z roku 1732.
K památkově chráněným objektům dále patří budova zemědělský dvůr čp. 86 a boží muka.
Kromě toho měla vesnice dvě kaple. Obdélná hřbitovní kaple Panny Marie Pomocné se sanktusníkem stávala na hřbitově. Druhá, raně barokní z poloviny sedmnáctého století, zasvěcená Panně Marii Bolestné a zvaná Horní nebo Velká, stávala na starším hřbitově na terase u okraje lesa. Zbořena byla v roce 1965.

## Galerie

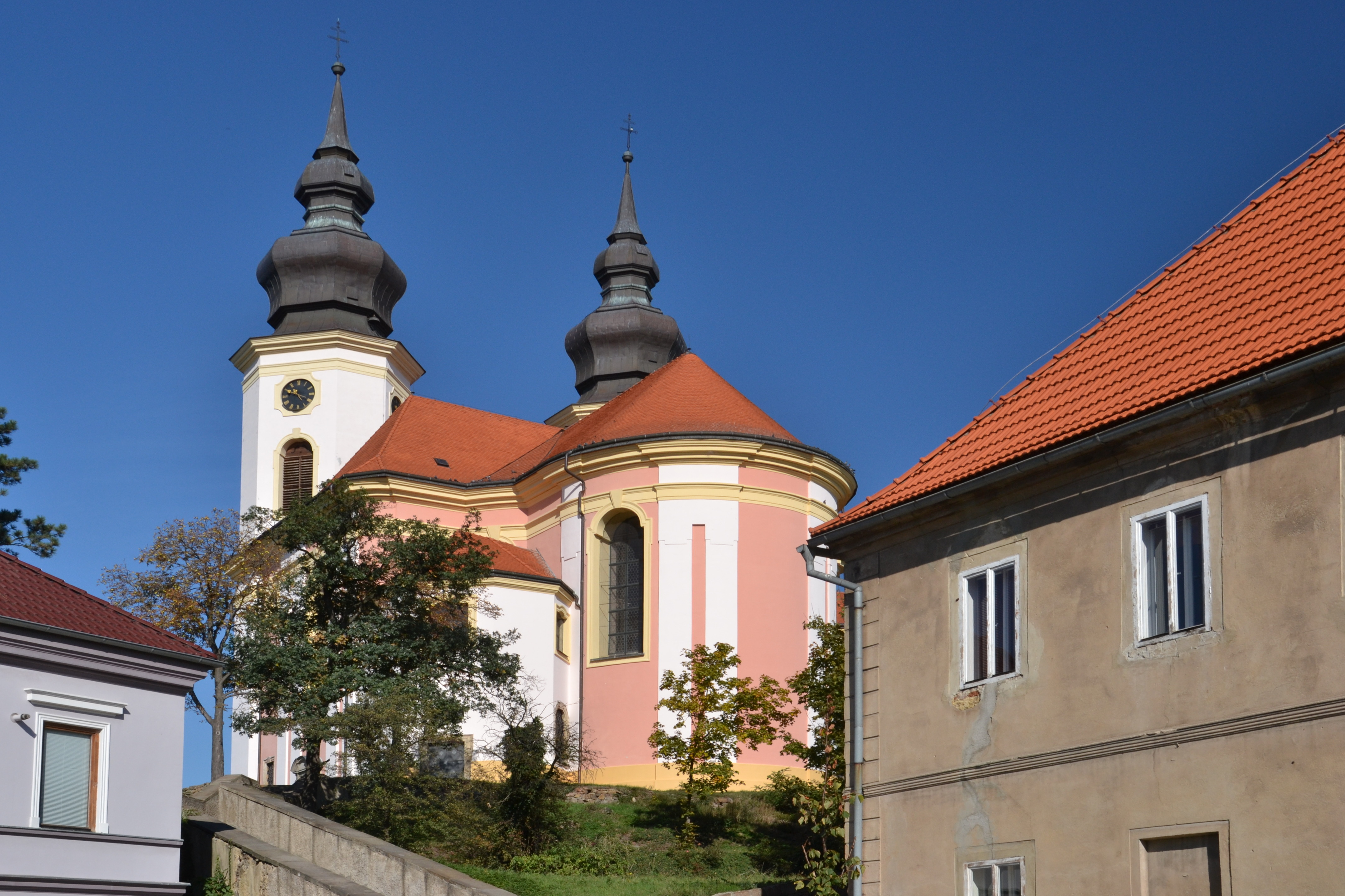
Kostel svatého Petra a Pavla (2012)
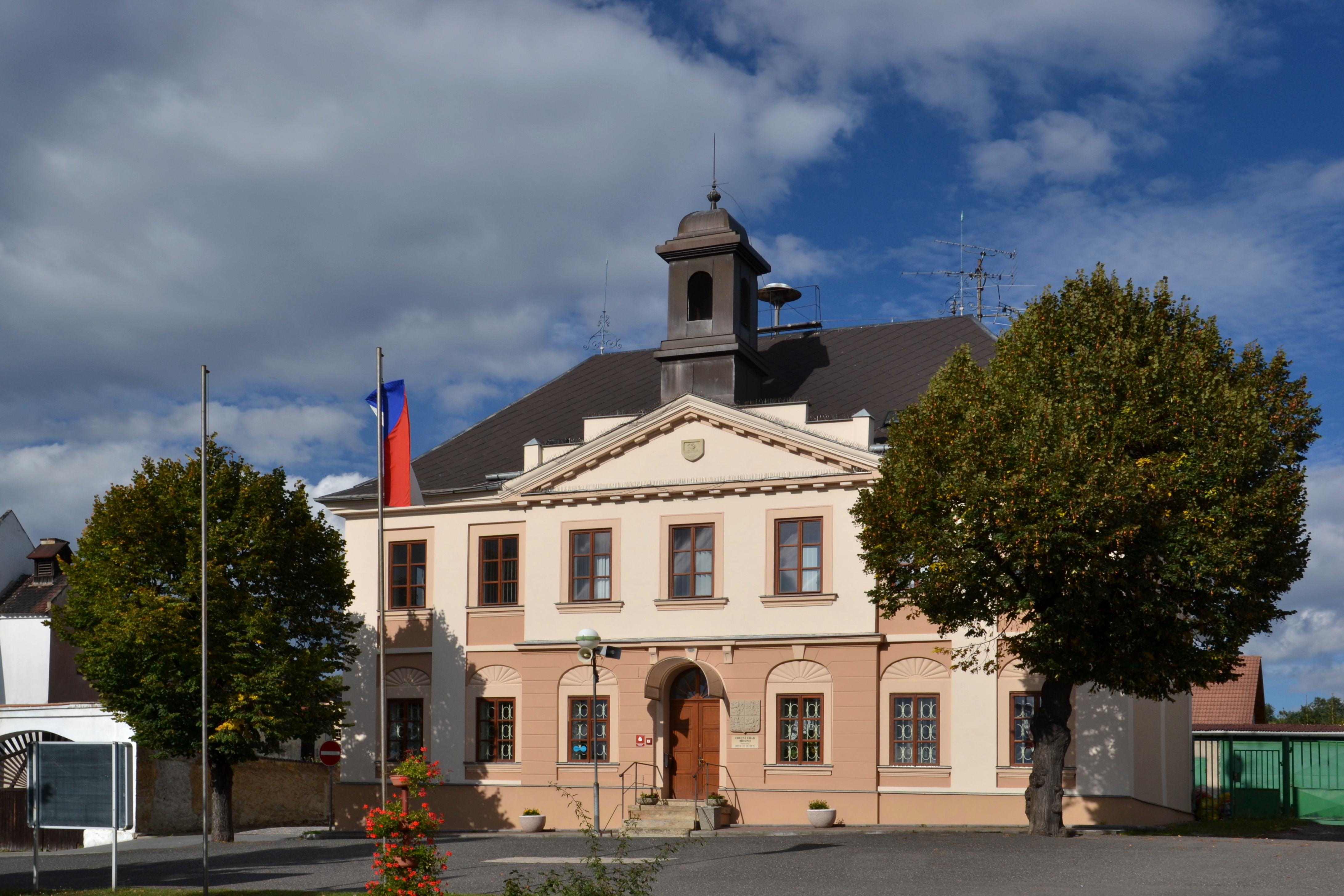
Radnice
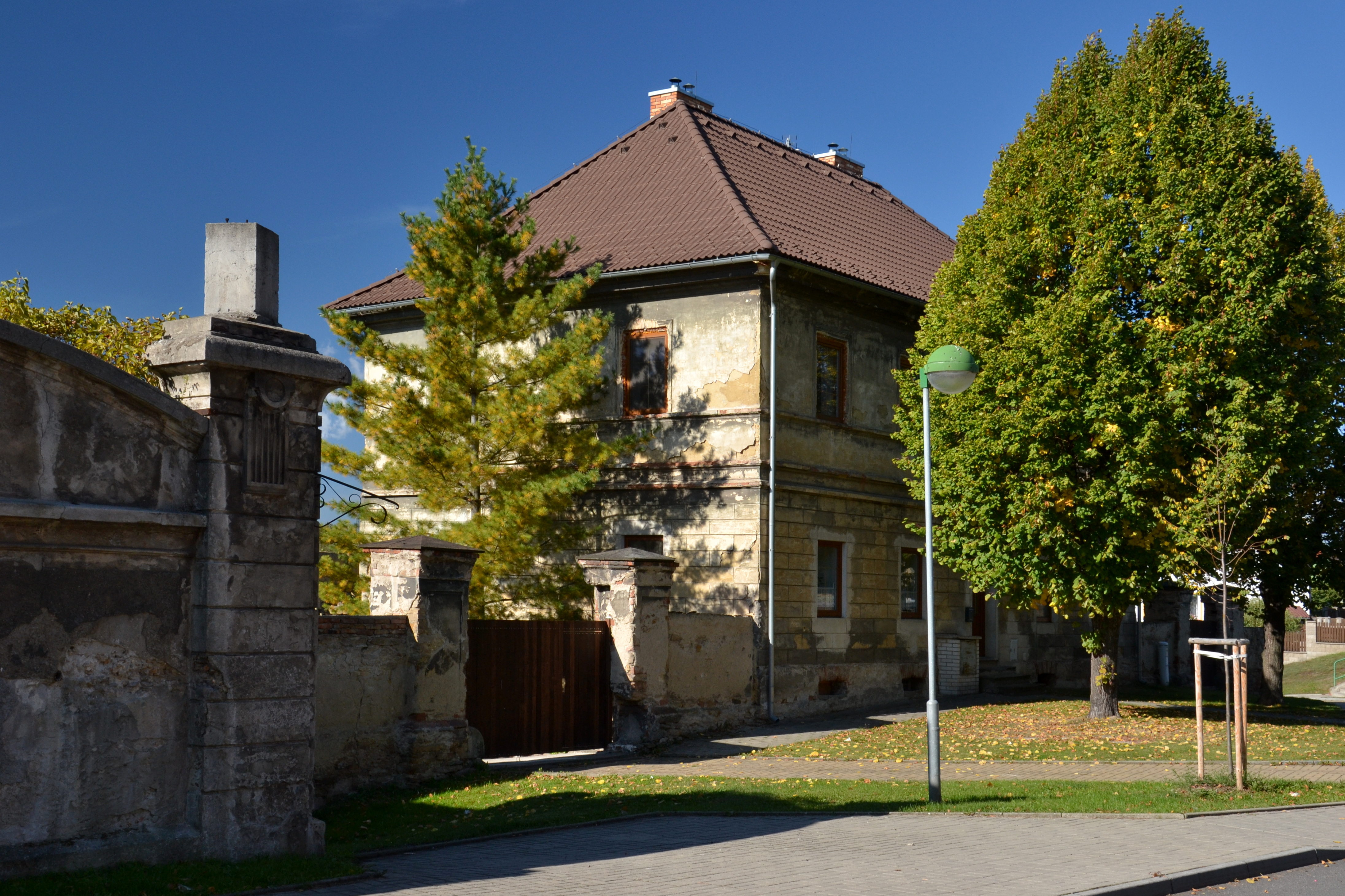
Zemědělský dvůr
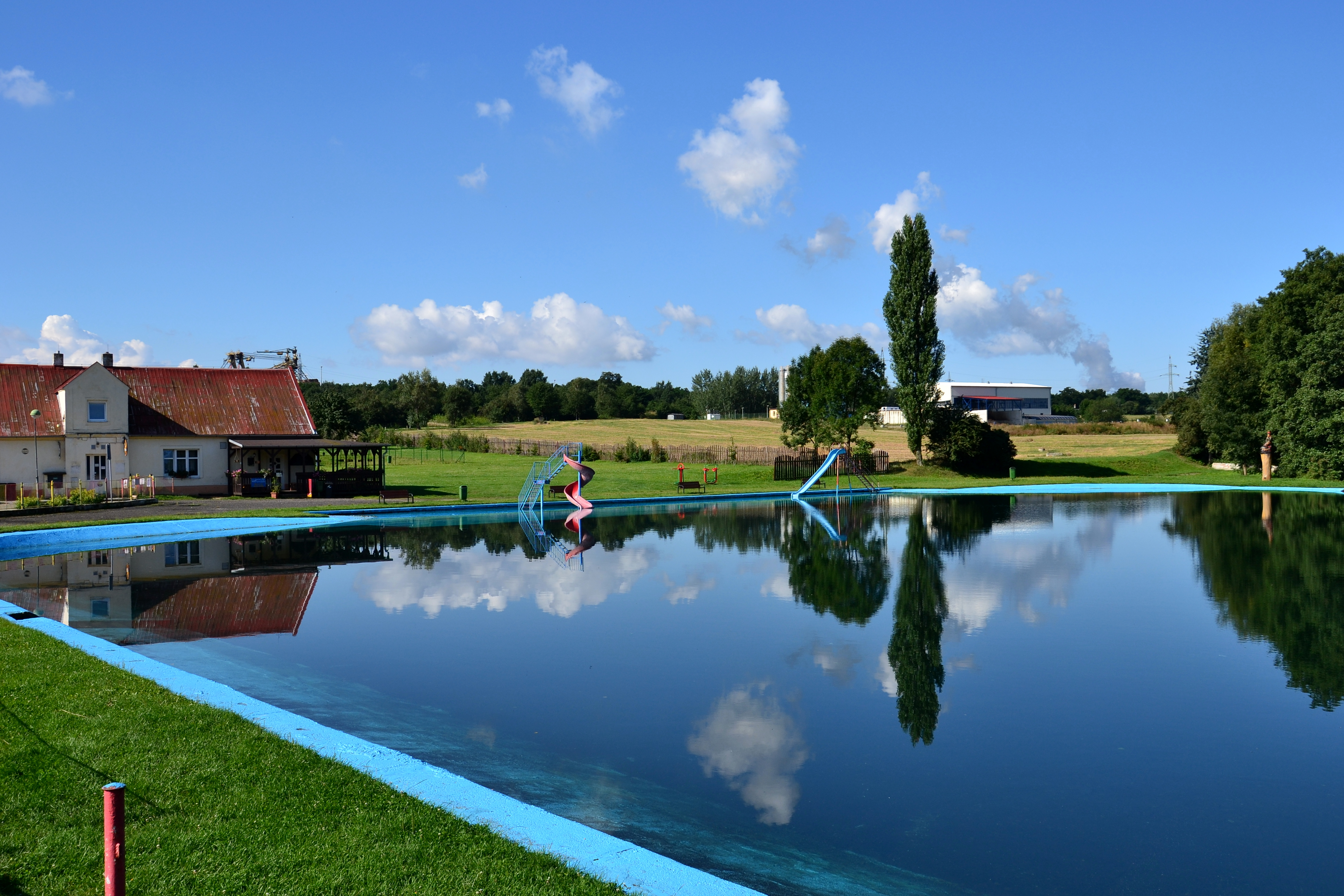
Koupaliště